# Phyllobrotica stenidea
Phyllobrotica stenidea är en skalbaggsart som beskrevs av Schaeffer 1932. Phyllobrotica stenidea ingår i släktet Phyllobrotica och familjen bladbaggar. Inga underarter finns listade i Catalogue of Life.